# Albert Xavery

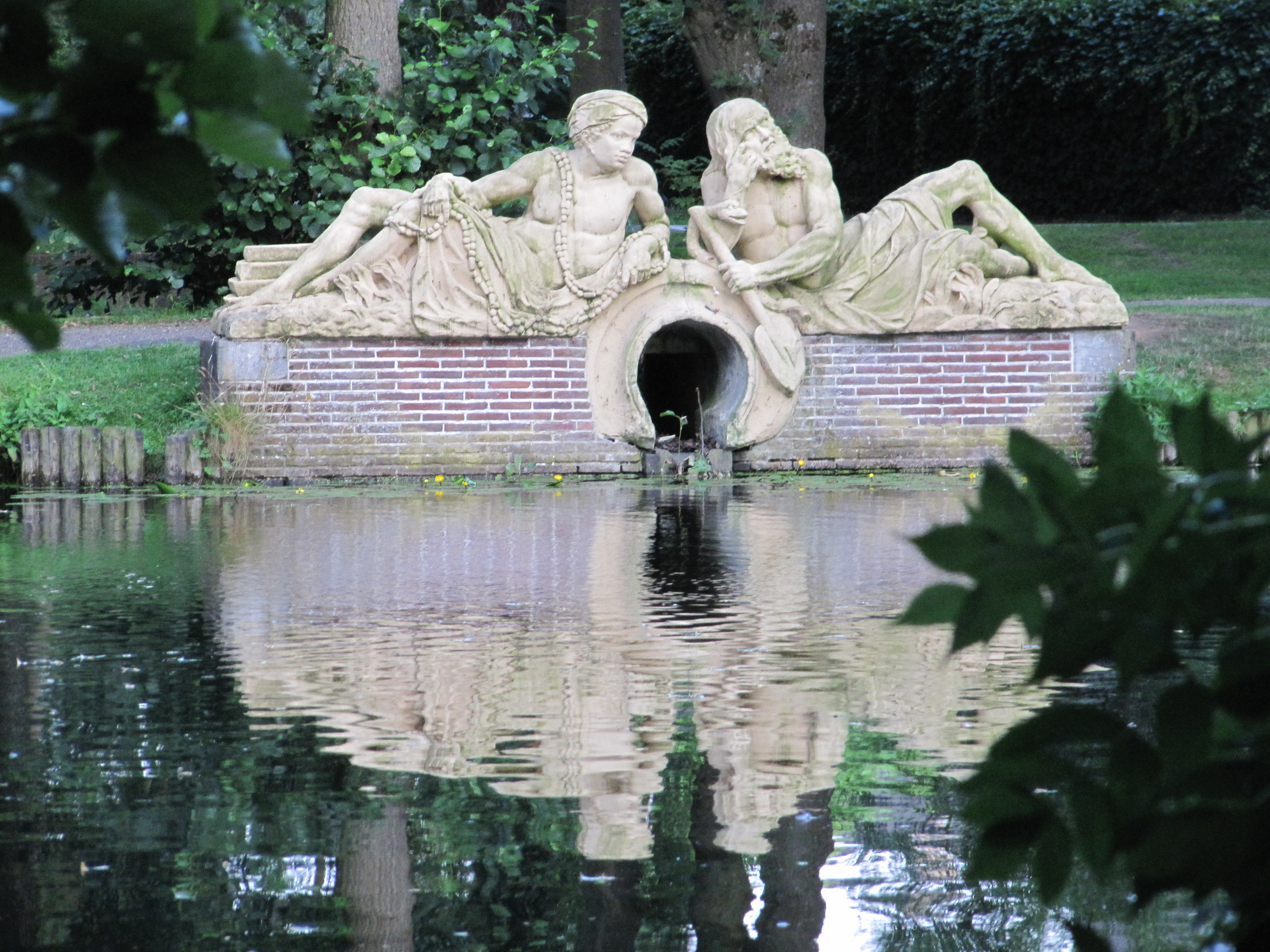
Beeldengroep Europa en Afrika.

Albert Xavery (gedoopt Antwerpen, 6 februari 1664 - aldaar, circa 1728) was een beeldhouwer uit de Zuidelijke Nederlanden.

## Leven en werk
Albert Xavery was een zoon van de Antwerpse beeldhouwer Jeronimus Xavery (1639-1724) en Anna Tournois en oomzegger van beeldhouwer Pieter Xavery. Hij trouwde in 1687 met Catharina Maria Herry/Herri. Uit dit huwelijk werden Jan-Baptist Xavery en Gerardus Josephus Xavery geboren, die zich beiden in Den Haag vestigden. De eerste werd beeldhouwer en trad daarmee in zijn vaders voetsporen, de tweede werd schilder.
Xavery was lid van het Antwerpse Sint-Lucasgilde. Hij gaf les aan zijn zoon Jan-Baptist en aan onder anderen Jan Huseell, Daniel Loos, Pedro Misorte, Theodor Franchis d'Uzaine en Joannes de Wyse. Na zijn overlijden verkocht Jan-Baptist Xavery vanuit zijn Haags atelier werk van zijn vader.

## Enkele werken
Nadat Willem Adriaan van Nassau in 1677 de heerlijkheid Zeist had gekocht en slot Zeist liet bouwen, maakte Albert Xavery voor de tuin twee beeldengroepen met allegorische voorstellingen van de werelddelen Europa en Afrika en van Azië en Amerika. De beeldengroep Europa en Afrika is bewaard gebleven en geniet bescherming als rijksmonument, de pendant is verdwenen. De Zeister bevolking doopte de twee Adam en Eva.
Xavery maakte het marmeren beeld van de Sabijnse maagdenroof (1696), dat sinds 1980 in de tuin van Paleis Het Loo staat. Het werk, gesigneerd met Albertus Xaveri, stond oorspronkelijk in de tuin van Paleis Noordeinde en vanaf 1974 bij Huis ten Bosch in Den Haag. Bij het Amsterdams Huis Bartolotti staan twee tuinbeelden die aan Xavery worden toegeschreven. 